# درختستان (طبیعت)

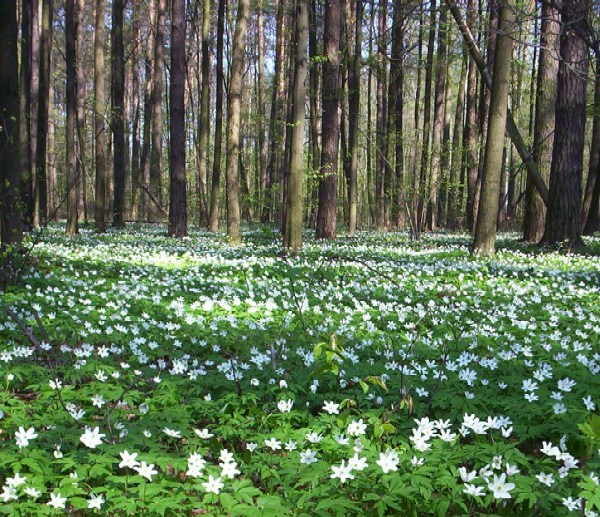
درختستانی در نزدیکی Radziejowice، لهستان.

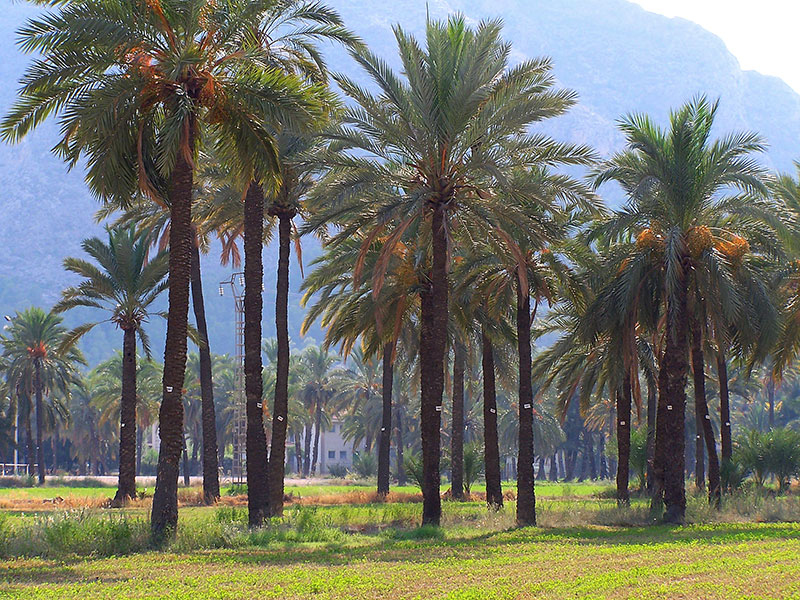
نخلستان در Orihuela، اسپانیا

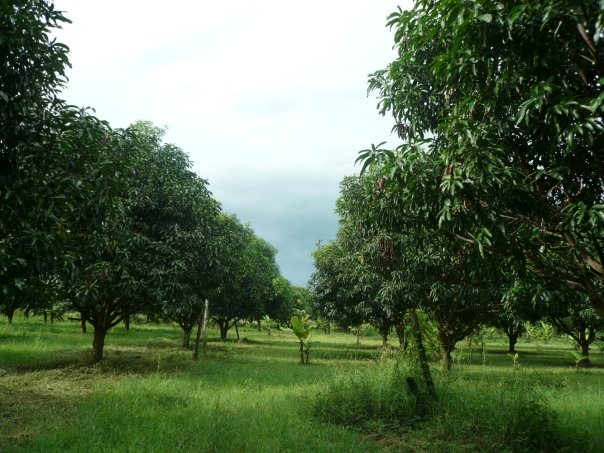
ردیف درختان انبه در Muñoz, Nueva Ecija، فیلیپین.

درختستان (به انگلیسی: Grove)، به گروه کوچکی از درختان گفته می‌شود که دارای رشد کم یا بدون رشد هستند، مانند بیشه سکویا یا باغ کوچکی که برای کشت میوه یا آجیل کاشته شده‌است. واژه‌های دیگر برای این گروه درختان عبارتند از درختزار، woodlot، توده درختی یا توده جنگلی.